# Gabriel Romanelli
Gabriel Romanelli   (Buenos Aires, 1969) és un sacerdot catòlic, el rector de l'única església catòlica de Gaza, l'Església de la Sagrada Família.
Amb 18 anys va entrar al noviciat de l'Institut del Verb Encarnat a estudiar per ser capellà. El 1995 va anar a l'Orient Mitjà com a seminarista. Després de dos anys aprenent àrab a Egipte, va ser destinat a Jordània. Va ser formador al seminari de Beit Jala, a Cisjordània, durant 14 anys. El 2005 va arribar a la franja de Gaza i des del 2019 és el rector de l'Església de la Sagrada Família de Gaza. Va patir especialment la guerra de Gaza, quan va acollir centenars de desplaçats. Durant el conflicte, des de l'octubre del 2023, el Papa Francesc el trucava cada dia per animar-lo a tirar endavant la parròquia malgrat el conflicte. El 2024 l'església portava 3 escoles amb un alumnat generalment musulmà, 11 clíniques, un centre de formació professional i una iniciativa per ajudar els nens amb la malaltia congènita de la pell de papallona. El 2025 va resultar ferit en un atac de l'exèrcit d'Israel, on hi va haver almenys tres morts.